# Raffaele De Martino
Raffaele De Martino (Nocera Inferiore, 8 de abril de 1986) é um futebolista italiano.